# Гронди (Паєнчанський повіт)
Гронди (пол. Grądy) — село в Польщі, у гміні Дзялошин Паєнчанського повіту Лодзинського воєводства. 
Населення — 72 особи (2011).
У 1975-1998 роках село належало до Серадзького воєводства.

## Демографія
Демографічна структура станом на 31 березня 2011 року:
|          | Загалом | Допрацездатний вік | Працездатний вік | Постпрацездатний вік |
| -------- | ------- | ------------------ | ---------------- | -------------------- |
| Чоловіки | 33      | 4                  | 24               | 5                    |
| Жінки    | 39      | 4                  | 26               | 9                    |
| Разом    | 72      | 8                  | 50               | 14                   |